# Syndrome de Cruveilhier-Baumgarten
Pour les articles homonymes, voir Cruveilhier et Baumgarten.
Le syndrome de Cruveilhier-Baumgarten, décrit par Jean Cruveilhier (1835) puis par Paul Clemens von Baumgarten (1908), constitue un signe d'hypertension portale rencontrée dans certaines cirrhoses hépatiques.

## Mécanisme
Comme pour les varices œsophagiennes, lorsque la pression au niveau de la veine porte augmente lors d'une cirrhose, le réseau collatéral se développe.
Cette importante circulation veineuse collatérale péri-ombilicale provoque une reperméation de la veine ombilicale du fait de la pression du flux portal hépatofuge ainsi que des anastomoses portocaves spontanées de gros calibre, unissant la branche gauche de la veine porte aux veines de la paroi abdominale par l’intermédiaire de veines du ligament rond et se terminant au niveau de l’ombilic par un réseau veineux important.

## Description clinique
L'examen clinique montre une circulation collatérale importante avec, au niveau de l’ombilic, un réseau veineux apparent avec un aspect en « tête de méduse » (caput medusae des Anciens).
La palpation peut retrouver un thrill et l'auscultation un souffle vasculaire continu, de type veineux, en regard du ligament rond.
L'existence de ce syndrome ne constitue pas un facteur particulier de gravité et n'appelle pas de traitement spécifique.